# نوکند (نظرآباد)
نوکند (نظرآباد)، روستایی از توابع بخش تنکمان شهرستان نظرآباد در استان البرز ایران است.

## جمعیت
این روستا در دهستان تنکمان شمالی قرار دارد و براساس سرشماری مرکز آمار ایران در سال ۱۳۹۳، جمعیت آن ۳٬۵۰۰ نفر (۷۰۰ خانوار) بوده‌است.